# 캘리포니아주도 제25호선

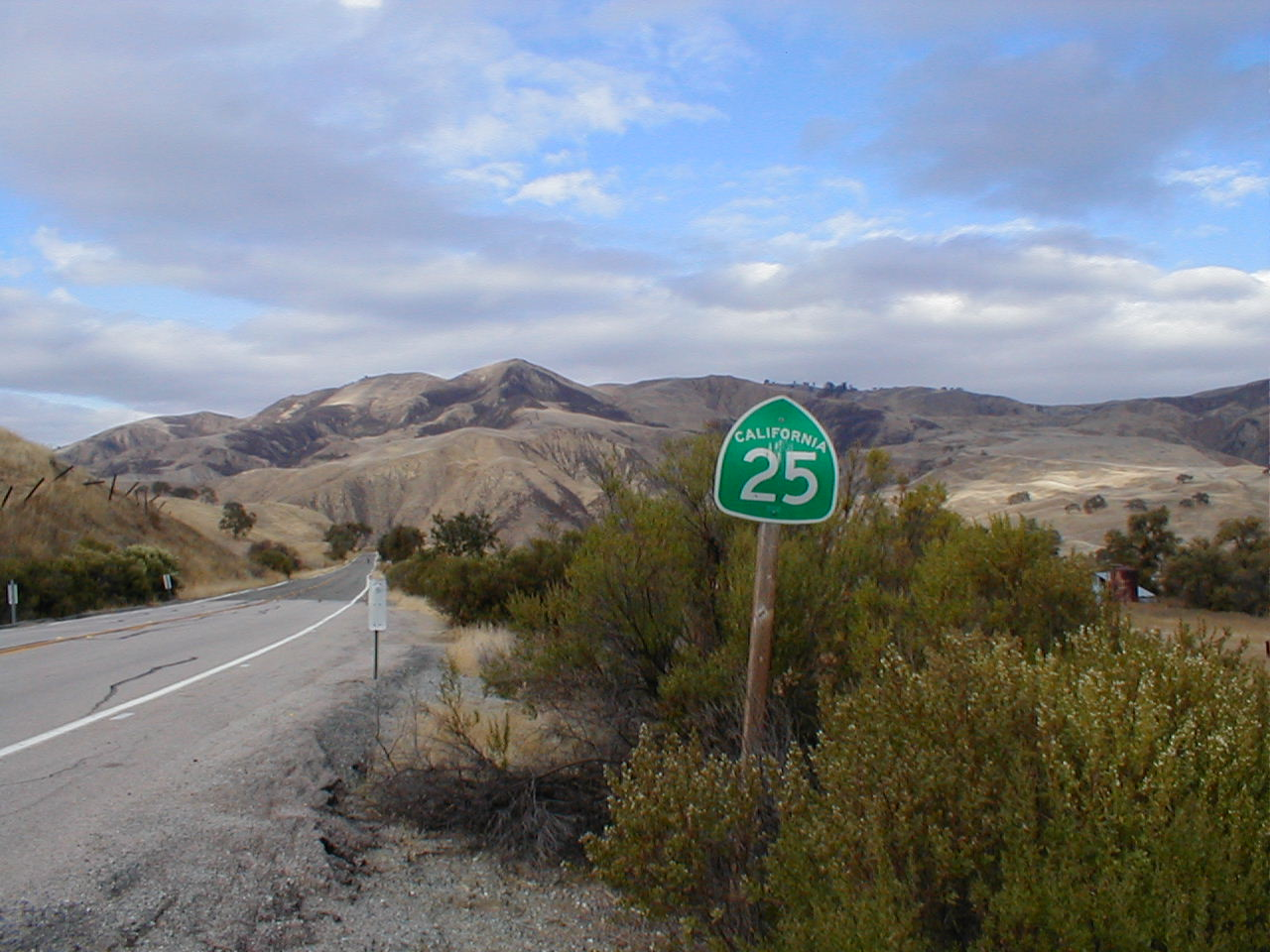
샌베니토군의 북쪽을 종주하고 있는 SR 25.

캘리포니아주도 제25호선(California State Route 25)은 캘리포니아주의 몬터레이군 (SR 198)과 샌타클래라군의 남쪽인 길로이 (캘리포니아주) (US 101)를 사이에 둔 미국의 주도이다. 해당 도로 전체 중 상당수가 샌베니토군의 중심부를 통과한다.

## 주요 경유지
- 몬터레이군 : 콜링가(영어판)
- 샌베니토군 : 비터워터(영어판), 파이시니스(영어판), 홀리스터 등
- 샌타클래라군 : 길로이 (캘리포니아주)

## 통과하는 도로
국도
- US 101

주도
- SR 198
- SR 156

군도
- CR J1(영어판)
- CR G7(영어판)